# 惡魔城 白夜協奏曲
《惡魔城 白夜協奏曲》是日本科樂美集團旗下遊戲部門所開發的惡魔城系列動作遊戲，這是在Game Boy Advance上的第二作。

## 遊戲特色
- 副武器可以搭配魔導書來使用魔法攻擊
- 也有單純強化副武器的戒指裝備
- 玩家的武器鞭子可以裝備原石來附加屬性來增加威力
- 城堡分為表城與裏城，冒險空間非常大，魔王數量高達19個，GBA惡魔城系列魔王數量最多的一款

## 主角
- 吉斯特‧貝爾蒙特 (ジュスト・ベルモンド)

西蒙‧貝爾蒙多的孫子，在經過完美的訓練後，在其家族跟川斯法尼亞地帶的村民祝福成年禮下接掌聖鞭，在兒時玩伴馬克西姆負傷回來告知另一青梅竹馬莉蒂失蹤的消息後，跟著馬克西姆闖進類似傳統惡魔城的不知名城堡探險
血统中得自塞珐=贝尔南提斯的力量在他身上表现明显，因此也可以操作魔法书。
- 馬克西姆‧昆西 (マクシーム・キシン)

跟吉斯特同穿一條褲子長大的好友，在看到兒時玩伴成長後，在感覺需要更進一步努力修行、才能跟得上好友的脚步的想法之下，告別好友進入林間，走上自我修練的道路。
不过修炼的时候似乎出了不明的问题，导致自己不但身受重伤，而且完全失去了过程中的记忆
- 莉蒂 (リディー・エルランジェ)

與吉斯特、馬克西姆一起長大，如花似玉而純真的女孩子，近期的下落為失蹤
- 德库拉

黑暗与邪恶化身而成的吸血老伯爵。50年前被吉斯特的爷爷西蒙打得四分五裂，按理说还没到他能复活的时间……

## 魔王
- おおこうもり大蝙蝠
- リビングアーマー大裝甲兵
- スカルナイトロード骷髏騎士
- デビル惡魔
- スライムマキシム巨大史萊姆
- ピーピングビッグ巨大守城之眼
- レギオン・セイント群・殉道者
- きょだいはんぎょじん魚人統領
- ゴーレム石巨人
- シャドウ黑影
- パズス巴祖祖(惡魔)
- ミノタウロスアナザー鐵球牛頭人
- レギオン・ムクロ群・屍骸
- タロス青銅巨人
- 死神
- ミノタウロス戰斧牛頭人
- サイクロプス獨眼巨人
- マクシーム・キシン馬克西姆‧昆西
- ドラキュラファントム德古拉的幻影

## 魔導具
- 蜥蜴之尾

增加滑壘能力
- 精靈之羽

增加二段跳躍能力
- 鷲獅之羽

增加大跳躍能力
- 魂之結晶

可以知道敵人的傷害值
- 妖精之書

可以知道敵人的名字
- 魔物圖鑑

可以查詢敵人的能力
- 德古拉的眼睛

詛咒無效化
- 德古拉的心臟

石化無效化
- 德古拉的骨頭

中毒無效化
- 德古拉的爪子

提升攻擊力
- 德古拉的牙齒

提升防禦力
- 德古拉的戒指

提升運氣

## 魔導書
魔法書以媒介的方式出現，這些書籍導引吉斯特身上的魔法血緣，與聖器相結合成強力的魔法攻擊，魔法攻擊只消耗法力，不與愛心相衝突，不過要使用傳統聖器的話得先關閉書本
也因為這些書本的導引與戰鬥的歷練，貝爾南堤斯家族在貝爾蒙多家留下的魔法血液正式甦醒，間接導致了後代以里希達‧貝爾蒙多為首(リヒター・ベルモンド)，可以使用Item Crush的關鍵所在
- 冰魔導書

以冰能量與聖器結合，特色是華麗與低法力消耗，缺點是有些副武的表現比較低落
- 小刀(冰刃飛彈)：自動找尋敵人的追蹤飛彈，共六把
- 斧頭(冰獄之石)：召喚一顆天降冰隕石
- 聖水(魂凍冰晶)：自動在敵人身上結冰塊，然後爆破，共三顆
- 十字(冰之從者)：召喚一個十字架使魔，打完三次冰刺機關槍後報銷
- 聖書(仲裁之水)：爆出一陣燎原之冰火陣，有無敵時間
- 拳頭(冰戢穿刺)：以一個大冰錐附在拳頭上，進行無敵的一小段距離全身突進衝刺
- 火魔導書

火能量可以燒毀許多有血有肉的敵人，攻擊範圍也大，缺點是有點耗法力
- 小刀(幻境飄魂)：召喚八根小刀組成圓陣，接著化成火球尾，像皮球一樣全畫面彈跳，有無敵時間(須自己按方向鍵啟動)
- 斧頭(炎龍鬧天)：召喚兩隻火龍干擾全場，有無敵時間
- 聖水(衝擊炎彈)：召喚一顆火皮球，在地面亂竄
- 十字(燃炎十字)：丟出一個火十字，碰觸到敵人或接受攻擊鍵指令後化成一個小炫風
- 聖書(炎熱螺旋)：召喚一陣火焰龍捲風
- 拳頭(閃燃剛腕)：發出五發緩慢飛行的火球彈，可貫穿
- 疾風魔導書

C/P值相當高的好媒介，缺點是太愛用的話法力也很容易乾
- 小刀(千擊匕首)：著名的千小刀，投射相當多的小刀在地面橫掃千軍
- 斧頭(御風之斧)：使一個斧頭在一個定點轉空心圓，藉此給予敵人長時間的損傷
- 聖水(聖水甘霖)：聖水雨，短暫無敵時間
- 十字(十字御守)：召喚12個十字架組成大圓環，有一定的打擊次數，打完後就消失，需全部十字架消失後才能召喚下一發，按↑+↓+B可以改變攻擊軌道
- 聖書(聖書御守)：召喚三大本聖書，組成肉博用的近身炫風保護環，一定時間後飛走，不限打擊次數
- 拳頭(氣合之拳)：惡搞某著名動作遊戲，洛O人(或快打X風)的魔法波動拳彈，威力相當高且法力消耗過低
- 雷魔導書

雷能量可以電死很多的鎧甲系列，在許多地方都通用，在後期拿到
- 小刀(刃斬雷雨)：先投射許多手裡劍到天上，一定時間在掉下來狙擊敵人，適合高血量而行動緩慢的敵人
- 斧頭(霹靂閃光)：全畫面的瞬間電擊
- 聖水(旋擊雷霆)：一定範圍走動的雷電陣
- 十字(神臨十字)：著名的大地十字架，Ground Cross，長無敵時間
- 聖書(渾雷之盾)：惡搞自家射擊遊戲，宇宙巡航艦的主角機Vic Viper機頭保護盾，雖然有點耗法力，卻擁有高威力跟相當多的打擊次數，另外雷電塊未到位時可以無限打擊，按↑+↓+B可以改變攻擊軌道
- 聖拳(追跡之電)：發出三條雷電束
- 黑魔導書

以強悍的全畫面攻擊著稱，當然代價是法力消耗過多
- 小刀(妖鳥羽飄)：召喚妖鳥伽樓達，進行一陣小刀雨
- 斧頭(惡翼之舞)：化為一隻惡魔，背上的肉翅化為斧頭橫掃全場
- 聖水(水神召喚)：召喚女神，倒出寶瓶裡的聖水灌溉全場，共兩回
- 十字(天隕星落)：召喚一個死靈法師，下起一陣隕石雨
- 聖書(妖精召喚)：召喚一個妖精，以一個大玩具槌進行高威力槌擊（游戏内最高单发攻击力），若在她擊中敵人前的瞬間，玩家先擊倒敵人的話，就會造成大車輪而橫掃全場。
- 拳頭(修羅之裁)：召喚阿修羅，全畫面的大量拳擊

## 副武器
- 小刀:普通的刀子，特色在於飛快的發射、飛行速度，以及不錯的制動。
- 聖水:對地面用武器，在玻璃瓶砸毀處延地燃燒。
- 斧頭:對空用，高傷害，但是連擊數與命中率低，並且呈拋物線的飛行軌道結果是打不到遠方的敵人
- 十字架:飛行武器，其會折返的特性可以造成敵人二次傷害。
- 聖書:環繞飛行的武器
- 聖拳：近距離副武器，瞬間發出千發拳擊，威力小連擊數高

## 原石
- 紅原石

火屬性附加
- 藍原石

冰屬性附加
- 黃原石

雷屬性附加
- 綠原石

風屬性附加
- 聖火石

生命值全滿時，可以射出火球
- 鐵球

鞭子前端附加鐵球，增加攻击力，無屬性附加
- 白金球

鞭子前端附加白金球，增加更多攻击力，無屬性附加
- 爆裂之石

按住攻擊鍵集中力量，釋放時可以破壞特定牆壁，攻擊敵人时攻击力大幅上升
- 旋轉石

按住攻擊鍵，鞭子自動旋轉

## 戒指
- Heavens Ring天空之戒

讓斧頭落下速度變慢
- Chaos Ring混沌之戒

讓聖水的火燄分散成三沱
- Aurora Ring曙光之戒

聖拳連擊數增加
- Nova Ring聖星之戒

十字架折返的速度變快
- Rock Ring石之戒

小刀一次擲出三把
- Earth Ring地之戒

聖經環繞主角飛行

## 其他
- レギオン：英文寫做legion，語義是軍隊群結之義，是聖經馬太福音中所說的惡魔之名

在那裡的耶穌詢問『你名為什麼？』，『我名為〝群〞，數量眾多』那聲音這樣回應道
~馬太福音第5章第9節&路加福音8章30節~

## 劇情簡介
主要敘述的是附在德古拉的遺體身上，具有相當強悍力量的強力怨念，以及心靈力量不夠堅強的人碰觸到遺體物產生的不良影響；不幸的是這一堆遺體找上了自我修行中的馬克西姆，使得馬克西姆心中的邪念（主要是对吉斯特的血脉能力，以及对他和莉迪感情的嫉妒）被放大，由此產生了另一個黑暗人格(兼具靈魂)。這個人格想要血祭莉蒂以便轉回成德古拉。善良的馬克西姆在战斗中处于下风，最后被迫使用自己身上的黑暗力量，創造一座城隱匿莉蒂，並消滅自己的記憶，以讓自己的黑暗人格找不到祭品。吉斯特在馬克西姆身上看到的傷都是馬克西姆自己戰自己的結果。
回到城里之后马克西姆的善良人格逐渐被黑暗人格取代，但最後吉斯特用见证两人友情的手镯成功唤醒馬克西姆的良心，逼迫黑暗人格离开马克西姆。不死心的黑暗人格（即德库拉的意志）試圖利用殘餘的強力力量血祭吉斯特以便复活，但在愤怒的贝尔蒙特正统传人面前再度惨败，莉蒂雖然被咬但是隨著德库拉的消滅诅咒消失而回復正常（老祖宗里昂泪流满面）。最后恶魔城再次化为灰烬，三人也都平安無事回到故鄉。